# Kiko Hagall
Kiko Hagall es un cantante español de rock. Ha participado en numerosos proyectos dentro del panorama del Rock duro y el heavy metal español, habiendo formado parte de grupos como Al Borde, o Beethoven R., con quien grabó en 2004 El legado de Judas. 
En 2006 fundó el grupo Inntrance junto a Dani Fernández. Con Inntrance ha grabado un EP, Religión (2007) y dos álbumes, The basis of Trancetherapy (2008) e Impío (2011). 
En 2020 publica con Darkitect el álbum North Dark South.